# ای‌تی‌ام‌پی
ای‌تی‌ام‌پی (به انگلیسی: ATMP) با فرمول شیمیایی C۳H۱۲NO۹P۳ یک ترکیب شیمیایی با شناسه پاب‌کم ۱۶۶۹۸ است. که جرم مولی آن ۲۹۹٫۰۷ g/mol می‌باشد. شکل ظاهری این ترکیب، جامد سفید است.